# Sedlice u Želivi
Sedlice (deutsch Sedlitz) ist eine Gemeinde in Tschechien. Sie liegt acht Kilometer südwestlich von Humpolec und gehört zum Okres Pelhřimov.

## Geographie
Sedlice befindet sich in der Želivská pahorkatina, einem Teil der Böhmisch-Mährischen Höhe, in einem Mäander der Želivka. Südöstlich des Dorfes liegt die Talsperre Sedlice, in der sich die Hejlovka mit dem Jankovský potok zur Želivka vereinigt. Nördlich wird die Želivka in der Talsperre Vřesník gestaut. Gegen Osten befindet sich die Talsperre Trnávka. Südöstlich erhebt sich der Strážník (551 m).
Nachbarorte sind Vřesník und Petrovice im Norden, Močidla und Hněvkovice im Nordosten, Kordovsko, Vystrkov und Smrdov im Osten, Kletečná, Šimonice und Milotice im Südosten, Vadčice und Kojčice im Süden, Svépravice, Popelištná und Brtná im Südwesten, Kolčavka und Haštal im Westen sowie Želiv im Nordwesten.

## Geschichte
Die erste urkundliche Erwähnung des Dorfes erfolgte im Jahre 1226.
Nach der Ablösung der Patrimonialherrschaften bildete Sedlice ab 1850 einen Ortsteil der Gemeinde Želiv in der Bezirkshauptmannschaft Německý Brod. 1907 wurde Sedlice eigenständig und seit 1910 gehörte die Gemeinde zum Okres Humpolec. Zwischen 1921 und 1927 erfolgte am Zusammenfluss von Hejlovka und Jankovský potok der Bau der Talsperre Sedlice. Unterhalb dieser wurde in den Jahren 1925 bis 1928 mit der Talsperre Vřesník eine weitere kleinere Stauanlage errichtet. Seit 1961 gehört Sedlice zum Okres Pelhřimov. In den Jahren 1977 bis 1981 wurde mit der Talsperre Trnávka die dritte Talsperre in der Umgebung des Ortes erbaut. Alle Stauseen werden auch zu Badezwecken genutzt. Sedlice ist heute ein Erholungsort. Auf den Gemeindefluren befinden sich 13 Ferienhäuser und 213 Ferienhütten.

## Gemeindegliederung
Für die Gemeinde Sedlice sind keine Ortsteile ausgewiesen. Zu Sedlice gehört die Ansiedlung Kordovsko (Kordowsky).

## Sehenswürdigkeiten
- Kapelle am Dorfplatz
- Walke Šamanova valcha
- Talsperre Sedlice